# Forces armées du Liberia

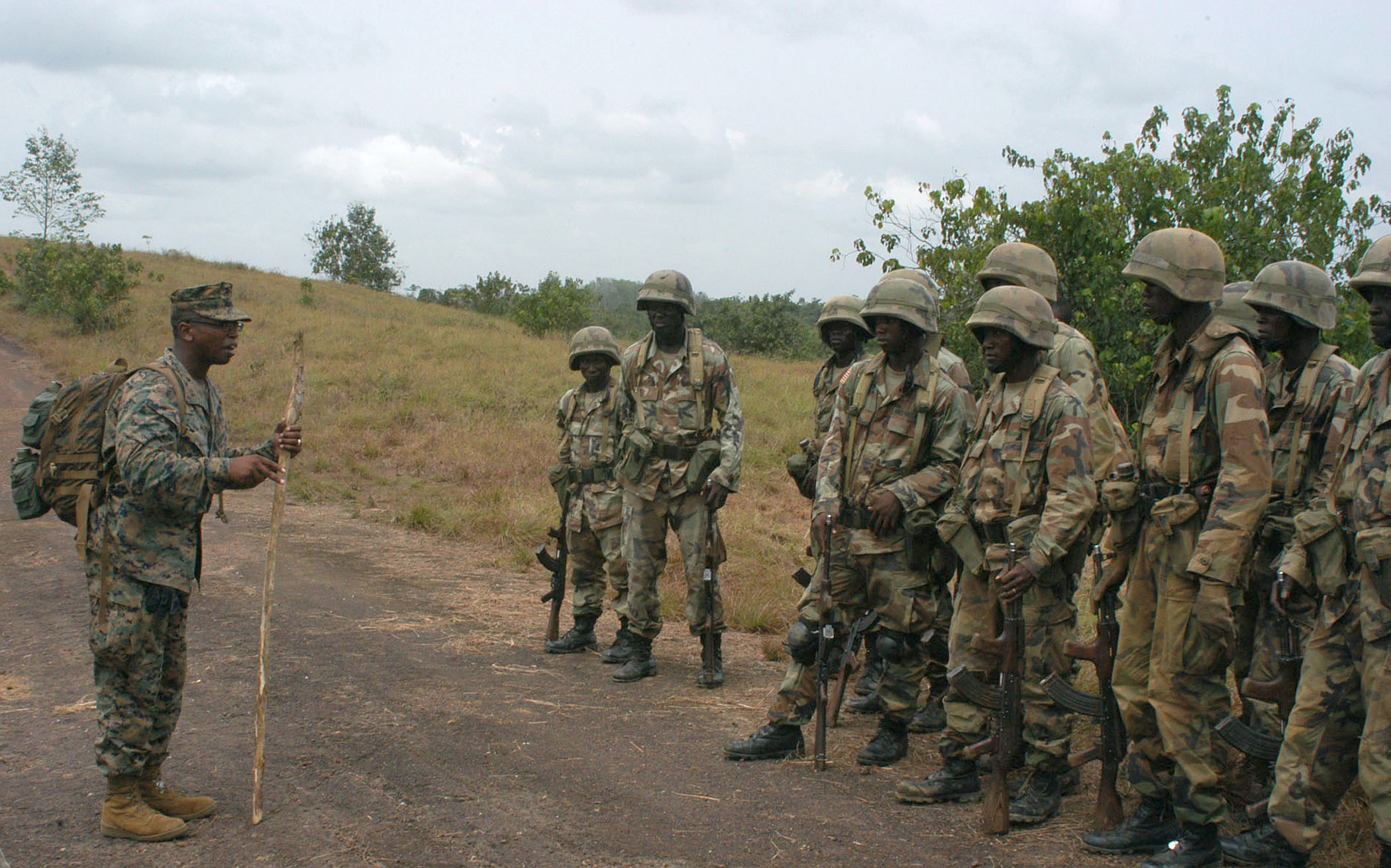
Soldats des forces armées du Liberia lors d'un exercice militaire conjoint avec les États-Unis en 2009.

Les forces armées du Liberia sont fondées en 1908 et consistent actuellement en deux bataillons d'infanterie et des garde-côtes. Le commandant en chef des forces armées est le président Ellen Johnson Sirleaf et le ministère de la Défense actuel est Brownie Samukai (en). Le gouvernement libérien a demandé à un officier de l'armée nigériane d'être le chef de l'armée au cours de la période de transition.
En 2013-14 le dernier général nigérian, le général de division Suraj Alao Abdurrahman, a été remplacé par un nouvel officier libérien (Brigadier Général).
Équipées par les États-Unis, ces forces comprennent un total de 1 800 personnels actifs et ont un budget de 8,29 millions de dollars en 2009, soit 2,4 % du PNB.

## Historique
Dans les années 1960, elles ont notamment participé à l'Opération des Nations unies au Congo (ONUC) qui visait à rétablir et à maintenir l'indépendance et l'intégrité territoriale, à maintenir l'ordre et la loi, et à mettre en place un large programme d'assistance technique au Congo-Kinshasa.
Elles sont depuis la deuxième guerre civile libérienne en pleine réorganisation suite la chute de l'ancien président Charles Taylor. L'armée de l'air libérienne, qui opérait quelques Mil Mi-8 et autre hélicoptères soviétiques à l'aéroport de Spriggs-Payne (en) à Monrovia, fut dissoute en 2005 après la guerre civile.